# 1165. grenadirski polk (Wehrmacht)
1165. grenadirski polk (izvirno nemško 1165. Grenadier-Regiment; kratica 1165. GR) je bil pehotni polk Heera v času druge svetovne vojne.

## Zgodovina
Polk je bil ustanovljen 25. avgusta 1944 kot sestavni del 569. ljudskogrenadirske divizije; še v času oblikovanja so polk preimenovali v 481. grenadirski polk.